# MacOS Big Sur
macOS Big Sur （マックオーエス ビッグサー）は、Mac用のオペレーティングシステムであるmacOSの17番目のメジャーリリース。バージョンナンバーは11。macOS Catalinaの後継として、2020年6月22日のWWDC 2020の基調講演で同年秋にリリース予定と発表された。2020年11月10日のApple Eventにて、11月13日リリースと発表され無償配布されている。
名前はカリフォルニア州セントラルコーストにある沿岸地域ビッグサーに由来する。バージョンナンバーは11となり、Mac OS X Public Beta以降の20年近く用いられてきたメジャーバージョンである10から変更された。
従来のIntelベースのMacに加えてAppleシリコンを搭載したMac上でも動作する。macOSが複数のアーキテクチャに対応するのはv10.5 Leopard以来約13年ぶりである。ユーザーインターフェースが大幅に変更されたほか、開発者によって許可されたiOSとiPadOSのアプリが動作するようにもなった。

## システム要件
対応機種は以下の通り。一つ前のリリースであるmacOS Catalinaをサポートする機種のうち、2012年、2013年モデルのMacの一部が対象から外れた。
- MacBook: 2015以降
- MacBook Pro: Late 2013以降
- MacBook Air: 2013以降
- Mac mini: 2014以降
- iMac: 2014以降
- iMac Pro: 2017以降（全モデル）
- Mac Pro: 2013以降

## 特徴

### デザイン
メニューバーやDock、ウィンドウなど、macOS全体にわたってインターフェースがリデザインされた。また、サイドバーのウィンドウの高さの最大化が拡張されたり、ツールバーもリデザインされたりと、よりiOSに近いインターフェースとなった。またmacOS付属アプリケーションのアイコンを一新することにより他のApple製品端末との一貫性を持たせた。
また、アプリケーションごとにアクセントカラーを持たせることができるようになった。これに合わせて、iOSなどで用いられてきたSF Symbolsが更新され、macOSのサードパーティアプリケーションの開発者が容易に利用できるようになった。
これらの変更について、Appleは「Mac OS Xのリリース以来最大となるデザインのアップグレード」と表現した。

### コントロールセンター
Wi-Fi、Bluetooth、AirDropなどの設定を速やかに変更できる機能であるコントロールセンターは、これまでiOS及びiPadOSのみに搭載されていたが、今回初めてmacOSに追加された。iOSのものとは異なり、メニューバーからクリック1回で呼び出す仕様となる。また、デザインもiOSのものと全く異なっている。

### 通知センター
アプリケーションからの通知を集約して表示する通知センターには、通知のグループ化や通知上での操作が追加された。また、iOS 14で採用されたウィジェットが導入され、大きさや配置の自由度が増した。Mac App Storeで通知センター用のウィジェットが検索できるようになった。

### Safari
macOSの標準ブラウザであるSafariには、以下の機能が追加された。
- スタートページのカスタマイズ
- デフォルトでタブへのファビコン表示
- タブにカーソルを重ねた時のページプレビュー
- プライバシーレポートやパスワードモニタリングといったプライバシー保護機能の強化
- ウェブページの翻訳機能（ベータ版）[13]
- Google ChromeやFirefoxの拡張機能と互換性のあるWebExtensions APIのサポート
- 表示速度や電力効率の改善
- 履歴、ブックマーク、パスワード等のGoogle Chromeからのインポート機能
- WebPやWebMへの対応[14]

### Mac App Store
アプリケーションのダウンロードサービスを提供するMac App Storeには、以下の機能が追加されている。
- 通知センターのウィジェット
- Safari拡張機能
- 各アプリのページのプライバシー情報。
- 家族共有での支払い

### その他
- 起動音が復活し、起動音のオンオフの切り替えが「システム環境設定」で変更可能になった。
- システムレベルでWebP画像に対応した。
- Time MachineがAPFSに対応し、省スペースかつ高速となった[15]。
- Appleシリコン版[16]、Intel版[17]ともに、The Open GroupによるUNIX 03認証を受けたUNIXオペレーティングシステムである。

## バージョン履歴
| バージョン | Build   | リリース日       | Darwin                                                       | リリースノート | 単体アップデータ          |
| ---------- | ------- | ---------------- | ------------------------------------------------------------ | --- | ------------------------- |
| 11.0       | 20A2411 | プレインストール | 20.1.0 xnu-7195.41.8~9                                       | ごく一部の限られたMacBook Air(M1, 2020), Mac mini(M1, 2020)などにプレインストールされているのみ |                           |
| 11.0.1     | 20B29   | 2020年11月12日   | 20.1.0 xnu-7195.50.7~2                                       | macOS Big Sur 11.0.1 Release Notes macOS Big Sur 11.0.1 Universal Apps Release Notes macOS Big Sur 11.0.1 iOS & iPadOS Apps on Mac Release Notes macOS Big Sur 11.0.1 のセキュリティコンテンツについて                                                | macOS Big Surインストーラ |
| 11.0.1     | 20B50   | 2020年11月19日   | 20.1.0 xnu-7195.50.7~2                                       | ブラックアウトなどの問題がある機種、MacBook Pro (13インチ、2013), (13インチ2014)へのインストールを一時的に無効としたビルド | macOS Big Surインストーラ |
| 11.1       | 20C69   | 2020年12月14日   | 20.2.0 xnu-7195.60.75~1                                      | macOS Big Sur 11.1 Release Notes macOS Big Sur 11.1、セキュリティアップデート 2020-001 Catalina、セキュリティアップデート 2020-007 Mojave のセキュリティコンテンツについて                                                                            |                           |
| 11.2       | 20D64   | 2021年2月1日     | 20.3.0 xnu-7195.81.3~1                                       | macOS Big Sur 11.2 Release Notes macOS Big Sur 11.2、セキュリティアップデート 2021-001 Catalina、セキュリティアップデート 2021-001 Mojave のセキュリティコンテンツについて                                                                            |                           |
| 11.2.1     | 20D74   | 2021年2月9日     | 20.3.0 xnu-7195.81.3~1                                       | MacBook Pro (2016), MacBook Pro (2017)の一部の機種でバッテリーに充電できないことがある問題修正 macOS Big Sur 11.2.1、macOS Catalina 10.15.7 追加アップデート、macOS Mojave 10.14.6 セキュリティアップデート 2021-002 のセキュリティコンテンツについて |                           |
| 11.2.1     | 20D75   | 2021年2月15日    | 20.3.0 xnu-7195.81.3~1                                       | インストーラのディスクの空き容量チェック機能を修正。 |                           |
| 11.2.2     | 20D80   | 2021年2月25日    | 20.3.0 xnu-7195.81.3~1                                       | MacBook Pro (2019以降), MacBook Air (2020年以降)で、特定の他社製の非準拠セルフパワーUSB-Cハブやドックを接続したときに壊れることがある問題を修正 |                           |
| 11.2.3     | 20D91   | 2021年3月8日     | 20.3.0 xnu-7195.81.3~1                                       | About the security content of macOS Big Sur 11.2.3 |                           |
| 11.3       | 20E232  | 2021年4月26日    | 20.4.0 xnu-7195.101.1~3                                      | macOS Big Sur 11.3 Release Notes macOS Big Sur 11.3 のセキュリティコンテンツについて |                           |
| 11.3.1     | 20E241  | 2021年5月3日     | 20.4.0 xnu-7195.101.2~1                                      | macOS Big Sur 11.3.1 のセキュリティコンテンツについて |                           |
| 11.4       | 20F71   | 2021年5月24日    | 20.5.0 xnu-7195.121.3~9                                      | macOS Big Sur 11.4 Release Notes macOS Big Sur 11.4 のセキュリティコンテンツについて |                           |
| 11.5       | 20G71   | 2021年7月21日    | 20.6.0 xnu-7195.141.2~5 Wed Jun 23 00:26:31 PDT 2021         | macOS Big Sur 11.5 Release Notes macOS Big Sur 11.5 のセキュリティコンテンツについて |                           |
| 11.5.1     | 20G80   | 2021年7月26日    | 20.6.0 xnu-7195.141.2~5 Wed Jun 23 00:26:31 PDT 2021         | macOS Big Sur 11.5.1 のセキュリティコンテンツについて |                           |
| 11.5.2     | 20G95   | 2021年8月11日    | 20.6.0 xnu-7195.141.2~5 Wed Jun 23 00:26:31 PDT 2021         | バグ修正（内容不詳） |                           |
| 11.6       | 20G165  | 2021年9月13日    | 20.6.0 xnu-7195.141.6~3 Mon Aug 30 06:12:21 PDT 2021         | macOS Big Sur 11.6 のセキュリティコンテンツについて ExFATの外部メディアへ保存出来ない問題の修正 |                           |
| 11.6.1     | 20G224  | 2021年10月25日   | 20.6.0 xnu-7195.141.8~1 Tue Oct 12 18:33:42 PDT 2021         | macOS Big Sur 11.6.1 のセキュリティコンテンツについて |                           |
| 11.6.2     | 20G314  | 2021年12月13日   | 20.6.0 xnu-7195.141.14~1 Wed Nov 10 22:23:07 PST             | macOS Big Sur 11.6.2 のセキュリティコンテンツについて |                           |
| 11.6.3     | 20G415  | 2022年1月26日    | 20.6.0 xnu-7195.141.19~2 Wed Jan 12 22:22:42 PST 2022        | macOS Big Sur 11.6.3 のセキュリティコンテンツについて |                           |
| 11.6.4     | 20G417  | 2022年2月14日    | 20.6.0 xnu-7195.141.19~2 Wed Jan 12 22:22:42 PST 2022        | macOS Big Sur のアップデートの新機能 |                           |
| 11.6.5     | 20G527  | 2022年3月14日    | 20.6.0 xnu-7195.141.26~1 Tue Feb 22 21:10:41 PST 2022        | macOS Big Sur 11.6.5 のセキュリティコンテンツについて |                           |
| 11.6.6     | 20G624  | 2022年5月16日    | 20.6.0 xnu-7195.141.29~1 Tue Apr 19 21:04:45 PDT 2022        | macOS Big Sur 11.6.6 のセキュリティコンテンツについて |                           |
| 11.6.7     | 20G630  | 2022年6月9日     | 20.6.0 xnu-7195.141.29~1 Tue Apr 19 21:04:45 PDT 2022        | macOS Big Sur 11.6.7 |                           |
| 11.6.8     | 20G730  | 2022年7月20日    | 20.6.0 xnu-7195.141.32~1 Tue Jun 21 20:50:28 PDT 2022        | セキュリティアップデート |                           |
| 11.7       | 20G817  | 2022年9月12日    | 20.6.0 xnu-7195.141.39~2 Mon Aug 29 04:31:06 PDT 2022        | セキュリティアップデート |                           |
| 11.7.1     | 20G918  | 2022年10月24日   | 20.6.0 xnu-7195.141.42~1 Thu Sep 29 20:15:11 PDT 2022        | セキュリティアップデート |                           |
| 11.7.2     | 20G1020 | 2022年12月13日   | 20.6.0 xnu-7195.141.46~1 Sun Nov 6 23:17:00 PST 2022         | セキュリティアップデート |                           |
| 11.7.3     | 20G1116 | 2023年1月23日    | 20.6.0 xnu-7195.141.49~1 Fri Dec 16 00:35:00 PST 2022        | セキュリティアップデート |                           |
| 11.7.4     | 20G1120 | 2023年2月15日    | 20.6.0 xnu-7195.141.49~1 Fri Dec 16 00:35:00 PST 2022        | 重要なセキュリティ修正（内容は未記載） |                           |
| 11.7.5     | 20G1225 | 2023年3月27日    | 20.6.0 xnu-7195.141.49.700.6~1 Thu Mar 9 20:39:26 PST 2023   | セキュリティアップデート |                           |
| 11.7.6     | 20G1231 | 2023年4月10日    | 20.6.0 xnu-7195.141.49.700.6~1 Thu Mar 9 20:39:26 PST 2023   | セキュリティアップデート |                           |
| 11.7.7     | 20G1345 | 2023年5月18日    | 20.6.0 xnu-7195.141.49.700.6~1 Thu Mar 9 20:39:26 PST 2023   | セキュリティアップデート |                           |
| 11.7.8     | 20G1351 | 2023年6月21日    | 20.6.0 xnu-7195.141.49.701.4~1 Thu Jun 8 22:36:09 PDT 2023   | セキュリティアップデート |                           |
| 11.7.9     | 20G1426 | 2023年7月24日    | 20.6.0 xnu-7195.141.49.702.12~1 Thu Jul 6 22:12:47 PDT 2023  | セキュリティアップデート |                           |
| 11.7.10    | 20G1427 | 2023年9月11日    | 20.6.0 xnu-7195.141.49.702.12~1 Thu Sep 11 22:12:47 PDT 2023 | セキュリティアップデート |                           |